# Mercedes Championships 2006
De Mercedes Championships 2006 is een golftoernooi dat onderdeel uitmaakt van de Amerikaanse PGA Tour. Het toernooi vond plaats van 6 januari tot en met 9 januari op de Plantation Course in Kapalua op het eiland Maui in Hawaï. De Mercedes Championships is traditioneel het eerste toernooi van het seizoen en heeft slechts toernooiwinnaars uit het seizoen daarvoor als deelnemers. Golfers die het jaar ervoor geen toernooi wisten te winnen, krijgen dan ook geen uitnodiging om in Hawaï te komen spelen. Een ronde van 18 holes op de Plantation Course heeft een par van 73 slagen.

## Verslag
De Amerikaan Olin Browne begon het toernooi en daarmee het seizoen erg goed door na de eerste ronde van 18 holes de leiding te nemen. Hiervoor had hij 69 slagen nodig. Ondanks verraderlijke windvlagen wist Browne vijf birdies te slaan. Op de vijftiende hole liep hij nog wel tegen een bogey aan, maar de score was goed genoeg om Vijay Singh één slag achter zich te houden.
Ook op de tweede dag stond er enorm veel wind. De wind maakte een lage score bijna onmogelijk. Olin Browne draaide een mindere dag en zag tweevoudig winnaar in Kapalua Stuart Appleby de leiding in het klassement overnemen. Wanneer Appleby het toernooi voor de derde keer weet te winnen is hij de tweede golfer die het toernooi drie seizoenen achter elkaar wint. Gene Littler bereikte deze prestatie in de jaren 1955, 1956 en 1957. Na dag twee stond Appleby op 143 slagen, één minder dan een viertal achtervolgers. Browne verloor een extra slag en kwam zo op de gedeeld zesde plaats te staan.
Aan de weersomstandigheden veranderde ook op de derde dag niet veel. De wind speelde de golfers nog altijd parten. Koploper Stuart Appleby moest op de vierde hole een bogey toestaan, maar herstelde zich knap en brachten vier birdies hem nog steviger aan de leiding. Uiteindelijk had Appleby op de derde dag 70 slagen nodig om het clubhuis te bereiken, hiermee liep hij uit op de concurrentie en kwam hij op twee slagen voorsprong op Michael Campbell.
Op de vierde en laatste dag verspeelde Stuart Appleby zijn voorsprong en kwam Vijay Singh langszij, waarna een play-off nodig was om de toernooiwinnaar te bepalen. Tot aan de vierde ronde toe was een ronde van 69 het hoogst haalbare gebleken, voornamelijk dankzij de hoge windsnelheden. Singh liet echter op de laatste dag een score van 66 slagen noteren, waarna hij de play-off kon afdwingen. In deze play-off bleek Appleby toch de sterkste door middel van een prachtige slag vanuit een bunker en wist hij voor de derde keer op rij de Mercedes Championships te winnen. Na afloop kreeg Appleby de bijnaam "De koning van Kapalua".

## Ranglijst
| rang | golfer            | land             | 1  | 2  | 3  | 4  | totaal |
| ---- | ----------------- | ---------------- | -- | -- | -- | -- | ------ |
| 1    | Stuart Appleby    | Australië        | 71 | 72 | 70 | 71 | 284    |
| 2    | Vijay Singh       | Fiji             | 70 | 74 | 74 | 66 | 284    |
| 3    | Jim Furyk         | Verenigde Staten | 72 | 72 | 72 | 72 | 288    |
| 4    | Vaughn Taylor     | Verenigde Staten | 74 | 73 | 72 | 71 | 290    |
| -    | Michael Campbell  | Nieuw-Zeeland    | 72 | 72 | 71 | 75 | 290    |
| 6    | Lucas Glover      | Verenigde Staten | 74 | 73 | 70 | 74 | 291    |
| 7    | Sergio Garcia     | Spanje           | 71 | 74 | 73 | 75 | 293    |
| 8    | Justin Leonard    | Verenigde Staten | 74 | 72 | 72 | 72 | 294    |
| 9    | Bart Bryant       | Verenigde Staten | 74 | 72 | 76 | 73 | 295    |
| 10   | Peter Lonard      | Australië        | 74 | 74 | 73 | 75 | 296    |
| 11   | Tim Petrovic      | Verenigde Staten | 75 | 74 | 74 | 72 | 297    |
| -    | Wes Short Jr.     | Verenigde Staten | 73 | 73 | 75 | 76 | 297    |
| 13   | David Toms        | Verenigde Staten | 71 | 73 | 79 | 75 | 298    |
| -    | Geoff Ogilvy      | Australië        | 75 | 72 | 74 | 77 | 298    |
| 15   | Jason Bohn        | Verenigde Staten | 76 | 70 | 78 | 75 | 299    |
| -    | Mark Calcavecchia | Verenigde Staten | 73 | 74 | 73 | 79 | 299    |
| 17   | Robert Gamez      | Verenigde Staten | 77 | 76 | 73 | 75 | 301    |
| -    | Olin Browne       | Verenigde Staten | 69 | 76 | 76 | 80 | 301    |